# Бель-Хассани, Ильясс
Ильясс Бель-Хассани (нидерл. Iliass Bel Hassani, араб. إلياس بلحساني‎, род. 16 сентября 1992, Роттердам, Нидерланды) — нидерландский и марокканский футболист, вингер саудовского клуба «Аль-Джабалайн».

## Клубная карьера
Родившись в Роттердаме, Бель-Хассани перешёл в академию клуба из родного города — «Спарты», дебютировав в августе 2010 года в матче против РБК По итогам сезона Бель-Хассани получил награду самого перспективного игрока Эрстедивизи — Gouden Stier. За время пребывания в клубе он забил 16 голов в 75 матчах.
В сентябре 2013 года подписал трёхлетний контракт с «Хераклесом». В матче Лиги Европы УЕФА 2016/17 против португальской «Ароки» Бель-Хассани дебютировал в еврокубках.
В конце августа 2016 года он присоединился к АЗ, подписав соглашение до 2021 года.
24 декабря 2018 года было объявлено, что остаток сезона Бель-Хассани проведёт в стане «Гронингена» в аренде.
Бель-Хассани подписал контракт с ПЕК Зволле в июле 2019 года.
28 января 2020 года катарская «Аль-Вакра» купила Бель-Хассани. Покинув катарский клуб в конце сезона, Ильясс перешёл в клуб из ОАЭ «Аджман», где он провел предыдущие шесть месяцев.
1 июля 2021 года было объявлено, что Бель-Хассани подписал с клубом Эредивизи «Валвейк» однолетний контракт.

## Карьера в сборной
Бель-Хассани дебютировал за сборную Марокко по футболу (до 23 лет), проиграв со счетом 3-4 сборной Мексики до 23 лет.